# Henri Henri
Pour plus de détails, voir Fiche technique et Distribution.
Henri Henri est un film québécois réalisé et scénarisé par Martin Talbot, sorti en 2014.

## Synopsis
Un jeune homme naïf est forcé de quitter le couvent où il a été élevé et trouvera du travail chez un lampiste. 

## Fiche technique
- Titre original : Henri Henri
- Réalisation : Martin Talbot
- Scénario : Martin Talbot
- Production : Christian Larouche et Caroline Héroux
- Société(s) de production : Christal Films, Gaëa Films
- Société(s) de distribution : Les Films Séville
- Budget : ?
- Pays d'origine :  Canada
- Langue originale : français
- Format : Couleur
- Genre : Comédie fantaisiste
- Durée : 100 minutes
- Dates de sortie :
  -  Canada : 
    - 7 novembre 2014

## Distribution
- Victor Andrés Trelles Turgeon : Henri
- Sophie Desmarais : Hélène
- Marcel Sabourin : Monsieur Binot
- Michel Perron : Maurice
- Catherine De Sève : Mère d'Henri
- Kenneth Fernandez : Attil
- Jean-Pierre Bergeron : voisin d'Henri
- Monique Spaziani : Sœur Madeleine
- Fayolle Jean : Médecin d'urgence